# محلة جامع خزام
محلة جامع الشيخ خزام حي من أحياء مدينة الموصل القديمة في العراق. يقع على الجانب الغربي لنهر دجلة، وهو من المحلات الصغيرة نسبيًا ويقع إلى الشمال من محلة الشيخ عمر.

## أصل التسمية
نسبة إلى الجامع الذي بناه الشيخ محمد بن خزام الثاني ابن نور الدين الصيّادي الرفاعي.

## معالمها
- جامع خزام : يعود تأريخ بنائه إلى عام 985 هـ/1576 م، وسمي الجامع بهذا الاسم نسبة إلى الشيخ محمد خزام الثاني بن نور الدين الصيادي الرفاعي، حيث أنهُ نزل في مدينة الموصل شابًا وكان ذا ثروة وجاه وتقوى، وبنى الجامع وأنفق عليهِ وبعد وفاتهِ دفن فيهِ.